# 湯瑪斯·內格爾
湯瑪斯·內格爾（英語：Thomas Nagel，1937年7月4日—），美國哲學家，研究領域為政治哲學、倫理學、認識論、心靈哲學。
內格爾出生於南斯拉夫的貝爾格勒，曾就讀康奈爾大學（1954－1958年）、牛津大學（1958－1960年），1963年取得哈佛大學博士學位。曾任教於柏克萊大學、普林斯頓大學，1980年進入紐約大學任教至今。同時亦為美國人文與科學學院院士及英國國家學術院院士。

## 著作
- The Possibility of Altruism（1970）

［簡］应奇、何松旭、张曦譯： 《利他主義的可能性》（上海：上海譯文出版社，2015）
- Mortal Questions（1979）

［簡］萬以譯：《人的問題》（上海：上海譯文出版社，2008）
- The View from Nowhere（1986）

［簡］賈可春譯：《本然的觀點》（北京：中國人民大學出版社，2010）
- What Does It All Mean?: A Very Short Introduction to Philosophy（1987）

［繁］黃惟郁譯：《哲學入門九堂課》（台北：究竟出版社，2002）
［簡］寶樹譯：《你的第一本哲學書》（北京：當代中國出版社，2008；北京：中信出版社，2016）
- Equality and Partiality（1991）

［簡］谭安奎譯： 《平等與偏倚性》（北京：商务印书馆，2016）
- The Last Word（1997）

［簡］蔡仲、郑玮譯：《理性的權威》（上海：上海譯文出版社，2013）
- Other Minds: Critical Essays, 1969-1994（1999）
- The Myth of Ownership: Taxes and Justice（與Liam Murphy合著，2002）
- Concealment and Exposure and Other Essays（2002）
- Secular philosophy and the religious temperament: essays 2002–2008（2010）
- Mind and Cosmos: why the materialist neo-Darwinian conception of nature is almost certainly false（2012）

［簡］張卜天譯：《心靈和宇宙：對唯物論的新達爾文主義自然觀的詰問》（北京：商務印書館，2017）

## 外部連結
- 紐約大學哲學系官方網站 （页面存档备份，存于）